# 내 남자
내 남자(私の男, My Man)는 일본에서 제작된 구마키리 가즈요시 감독의 2014년 드라마, 범죄, 멜로/로맨스 영화이다. 아사노 타다노부 등이 주연으로 출연하였다.

## 출연

### 주연
- 아사노 타다노부
- 니카이도 후미

### 조연
- 코라 켄고
- 후지 타츠야
- 모로 모로오카
- 카와이 아오바
- 나카노 타이카
- 사가라 이츠키
- 야마다 모치카